# Bibio autumnalis
Bibio autumnalis är en tvåvingeart som beskrevs av Fitzgerald 1996. Bibio autumnalis ingår i släktet Bibio och familjen hårmyggor.
Artens utbredningsområde är Utah. Inga underarter finns listade i Catalogue of Life.